# Carl Stockholm
Pour les articles homonymes, voir Stockholm (homonymie).
Carl Stockholm, né le 4 mars 1897, États-Unis, et mort le 14 avril 1996 à River Forest (Illinois), est un coureur cycliste. Il a commencé sa carrière comme sprinter, puis devint un coureur de six jours.

## Biographie
Carl Stockholm, un favori du West Side de Chicago, remporte les six jours de Chicago en 1923, avec une fracture de la clavicule. Capitalisant sur sa renommée, il devient le propriétaire d'une chaîne de magasins de nettoyage à sec, portant son nom, à Chicago.
En 1957, Carl Stockholm et d'autres anciens champions sont recrutés pour donner un peu de piment à un programme de course à l'International Amphitheatre. Un journaliste du Chicago Tribune note : « Les anciens se tenaient à l'intérieur de l'ovale, avec le regard brillant des chevaux de feu retraités, quand ils ont assisté au premier six jours de Chicago depuis 1948 ».

## Palmarès
- 1923
  - Six jours de Chicago (avec Ernest Kockler)
- 1927
  - Six jours de Chicago (avec Franco Giorgetti)

## Images externes
- (en) Chicago Tribune, « Chicago's cycling craze », sur galleries.apps.chicagotribune.com (consulté le 19 août 2016)